# Muhammad Bashir
Muhammad Bashir (Lahore, 10 de marzo de 1935-ídem, 24 de junio de 2001) fue un deportista pakistaní especialista en lucha libre olímpica donde llegó a ser medallista de bronce olímpico en Roma 1960.

## Carrera deportiva
En los Juegos Olímpicos de 1960 celebrados en Roma ganó la medalla de bronce en lucha libre olímpica estilo peso wélter, tras el luchador estadounidense Douglas Blubaugh (oro) y el turco İsmail Ogan (plata).